# Die Nottrauung
Die Nottrauung ist ein deutsches Stummfilmlustspiel von Franz Hofer aus dem Jahre 1916 mit Fritz Achterberg und Lya Ley in den Hauptrollen.

## Handlung
Theodor Freudenreich hat soeben unter Ausschluss der eigenen Verwandtschaft und Bekanntschaft die liebliche Irmchen Lieblich geehelicht. Während sich das Personal auf dem Freudenreichschen Gut für ihren Herrn freut, wurmt es die stämmige Kuhmagd Aurora Wetterfest sehr, dass nicht sie es war, die von Theodor vor den Traualtar geführt wurde. Um Rache zu nehmen, informiert Aurora daraufhin den gesamten Freudenreichschen Freundeskreis über die geheime Hochzeit, in der Hoffnung, dass selbige dem jungen Glück die anstehenden Flitterwochen gründlich vermiesen werde, in dem alle auf dem Gutshof eintreffen. Und so stehen all seine Freunde und Bekannte plötzlich ante portas und stimmen ein fröhliches Liedchen ein. Theodor weiß schon, warum er niemanden seiner alten Kumpels hier sehen wollte, denn die Männer gelten als ausgesprochene Don Juans, vor denen kein Rock sicher ist. 
Um Irmchen nicht gierigen Blicken auszusetzen, ordnet Theodor daher an, dass ausgerechnet Aurora sich umkleiden soll, um die dralle neue Gutsherrin zu spielen. Irmchen muss sich derweil als einfaches Bauernmädchen verkleiden und beim Gesinde verstecken. Den Hobbysängern bleiben die Töne im Munde stecken, als sie das derbe, angebliche Eheweib Theodors erblicken. Aurora sieht aber nun den Moment der bittersüßen Rache gekommen und lädt unverschämterweise die Kumpane ein, doch gleich mehrere Wochen auf dem Gestüt Freudenreich zu verweilen. Die nehmen die Einladung nur allzu gern an, lockt doch vielleicht das eine oder andere Schäferstündchen mit dem Gesinde, darunter auch die Neu-”Zofe” Irmchen. Während sich Theodor mit seiner falschen Braut zur Ruhe begeben muss, wird auf dem Heuboden kräftig gefeiert und getanzt. 
Doch so schnell gibt Theodor nicht auf. Er schleicht sich heimlich aus dem Schlafzimmer davon und zu den Feiernden hin, nur um sein Irmchen zu sehen. Aurora hat denselben Gedanken und taucht ebenfalls im Heu auf. Dies hat zur Folge, dass Aurora unvermittelt aus einem Heuhaufen springt und eifersüchtig darüber wacht, dass Theodor und Irmchen auch hier nicht zueinander finden. Mit einer Polonäse wollen die Feiernden schließlich das „liebende“ Paar Theodor und Aurora zu ihrem Schlafgemach geleiten. Dort angekommen, wähnt sich die dralle Kuhmagd am Ziel ihrer Träume, wird aber von dem genervten Ehegatten kurzerhand auf dem Balkon ausgesperrt. Dann stürzt er aus dem Zimmer und stößt mit Irmchen zusammen. Nach der Klärung eines kleinen Missverständnisses zwischen den Jungvermählten entscheidet sich Theodor dafür, seinen Freunden und Verwandten reinen Wein einzuschenken, um diese absurde Komödie rund um die falsche Braut schnellstmöglich zu beenden.

## Produktionsnotizen
Die Nottrauung entstand im Herbst 1916 und passierte die Zensur im Januar 1917. Die Uraufführung des Dreiakters mit einer Länge von 743 Metern erfolgte kurz darauf.

## Kritik
In Wiens Neue Kino-Rundschau heißt es: „In diesem komischen Dreiakter lösen ländlich derbe Sitten in spaßhaft karikierter Verzerrung die größte Heiterkeit aus.“